# Akmon (Pleuron)

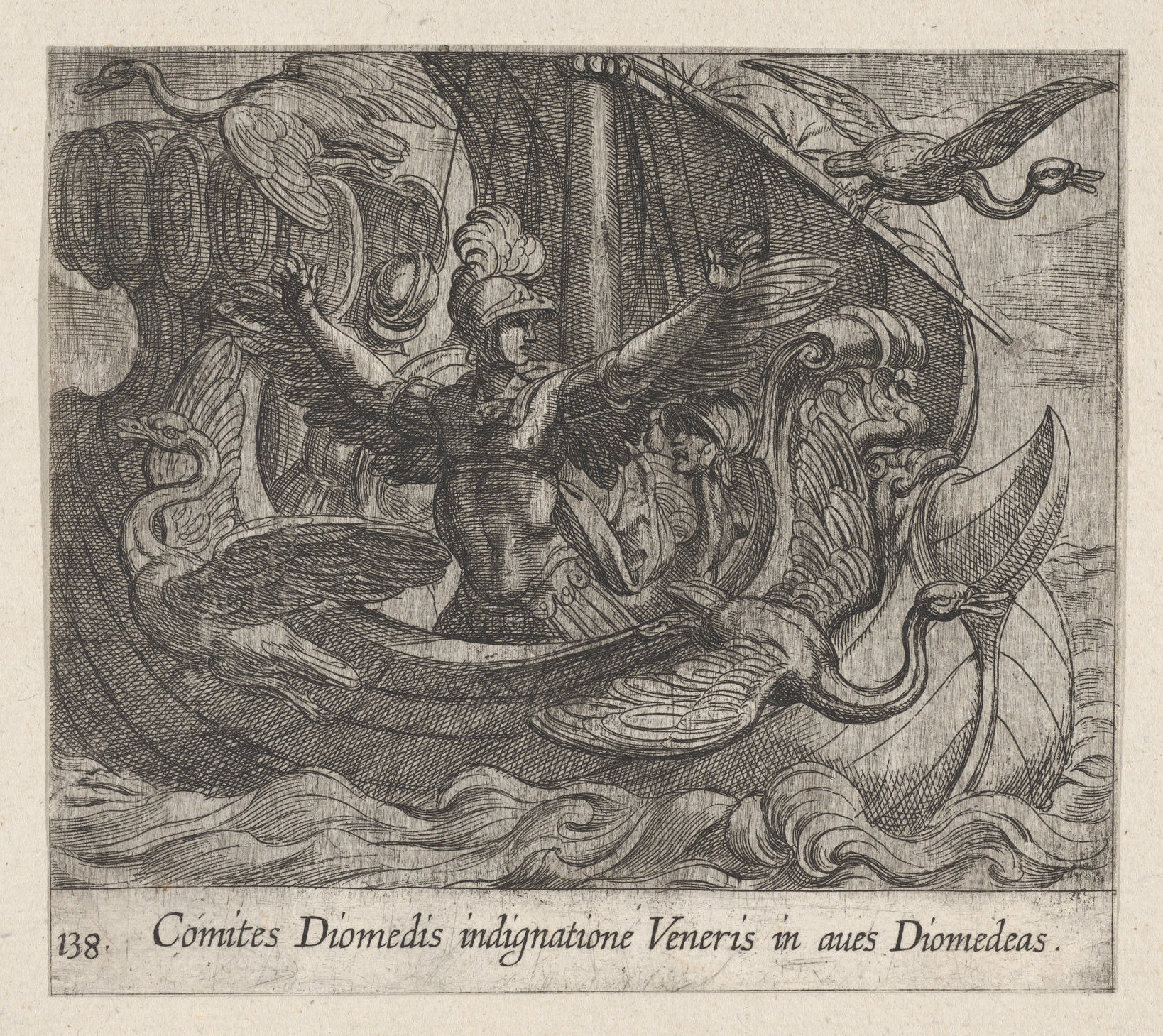
Antonio Tempesta

Akmon (altgriechisch Ἄκμων Ákmōn, deutsch ‚Amboss‘) war in der griechischen Mythologie ein aus Pleuron in Ätolien stammender Gefährte des Diomedes.
Nach einer Erzählung des Ovid wird Akmon ein Opfer der Aphrodite. 
Diomedes war es, der vor Troja die Göttin im Kampf verwundet hatte, seitdem verfolgte sie ihn und seine Gefährten mit ihrem Zorn. Als sie auf dem Meer umherirren, wendet sich Akmon an die Mannschaft des Schiffes, die dabei sind, den Mut zu verlieren. Mit dem Mut der Verzweiflung schmäht er die Göttin:
… Solange man Ärgeres fürchtet,

Hat noch Statt das Gebet; wenn aber das Ärgste gefallen,

Liegt am Boden die Furcht, und des Unglücks Gipfel ist sorglos.

Mag sie’s hören und so, wie sie tut, Diomedes’ Gefährten

Alle verfolgen mit Hass: wir alle verachten der Göttin

Drohenden Hass, und uns gilt viel ihr großes Vermögen.
Darauf verwandelt Aphrodite ihn und den Großteil seiner Zuhörer in weiße, schwanenähnliche Vögel.